# جوليو بوليريو
جوليو سيزار بوليريو (لنسيانو، 1548 - روما، 1612) لاعب ومُنظِّر شطرنج إيطالي.

## روابط خارجية
- جوليو بوليريو على موقع مباريات الشطرنج (الإنجليزية)
- جوليو بوليريو على موقع 365Chess.com (الإنجليزية)